# Gloryland
Gloryland (strumentale) è un inno non ufficiale per la Coppa del Mondo 1994 FIFA tenutasi negli Stati Uniti d'America.
La versione strumentale, in gran parte basato sulla tradizionale canzone spirituale "Glory, Glory (Lay My Burden Down)", è stato eseguito da una formazione denominata "Glory", con Charles John Skarbek come produttore, Richard Simon Blaskey come produttore esecutivo con Snake (Chris) Davis un posto di rilievo giocando sul sassofono.
È stata pubblicata con la Mercury Records per la distribuzione americana e PolyGram Records Inc. in tutto il mondo. Le appare strumentali nell'album 1994 commercializzati sotto l'album diritto Soccer Rocks the Globe.
Tracce:
1. "Gloryland"
2. "Gloryland (Action Mix)"
3. "Gloryland (Emotion Mix)"
4. "In Gloria (Spanish Version)"

## Canzone Gloryland
Con testi aggiunti per l'occasione della Coppa del Mondo, "Gloryland" è diventata una canzone nel 1994 da Daryl Hall e Sounds of Blackness. La canzone sul sito ufficiale appare anche FIFA album Gloryland sotto il titolo di Calcio Rocks the Globe.
Daryl Hall e Sounds of Blackness hanno anche cantato alla cerimonia d'apertura della Coppa del Mondo FIFA. È stato utilizzato anche come tema per la copertura di ITV del torneo.
Grafico delle prestazioni
La canzone raggiunse la posizione #36 nella Official Singles Chart nel 1994.